# Брик, Николь
Нико́ль Брик (фр. Nicole Bricq; 10 июня 1947[…], Ла-Рошфуко — 7 августа 2017, Пуатье) — французская политическая и государственная деятельница, министр в двух правительствах Жана-Марка Эро (2012—2014).

## Биография
В 1970 году окончила университет Бордо IV, получив диплом по частному праву.
В 1980 году вступила в Социалистическую партию, с 1983 по 1989 год состояла депутатом регионального совета Иль-де-Франса. Являлась сотрудницей Жана-Пьера Шевенмана, позднее — Сеголен Руаяль.
В 1997—2002 годах — депутат Национального собрания Франции от 6-го округа департамента Сена и Марна.
В 2001—2006 годах входила в муниципальный совет Мо.
В 2004 году избрана в Сенат Франции от департамента Сена и Марна.
В 2012 году вошла в первое правительство Эро, получив портфель министра экологии, устойчивого развития и энергетики.
21 июня 2012 года во втором правительстве Эро заняла должность министра внешней торговли.
31 марта 2014 года сформировано правительство Мануэля Вальса, в которое Брик не вошла.
3 мая 2014 года вернулась в Сенат, членство в котором временно прерывала на период работы в правительстве.
В 2017 году критически отозвалась о «праймериз левых», организованных Социалистической партией, и объявила о поддержке кандидатуры Эмманюэля Макрона на президентских выборах, а также одобрила либеральный «закон Макрона» (Loi pour la croissance, l’activité et l'égalité des chances économiques).
Вечером 5 августа 2017 года, находясь в отпуске, упала с лестницы и была доставлена в больницу в Пуатье, где скончалась утром 6 августа.